# Língua yuchi
Yuchi (Euchee) é a antiga língua do povo Yuchi (1500 pessoas) etnia que vivia no sudeste dos Estados Unidos no leste do Tennessee oeste das Carolinas, norte da Geórgia e do Alabama. Ali viviam durante os primeiros anos da colonização. Seus falantes foram relocados à força para o estado de Oklahoma no início do século XIX., havendo hoje somente cinco falantes da língua Yuchi.

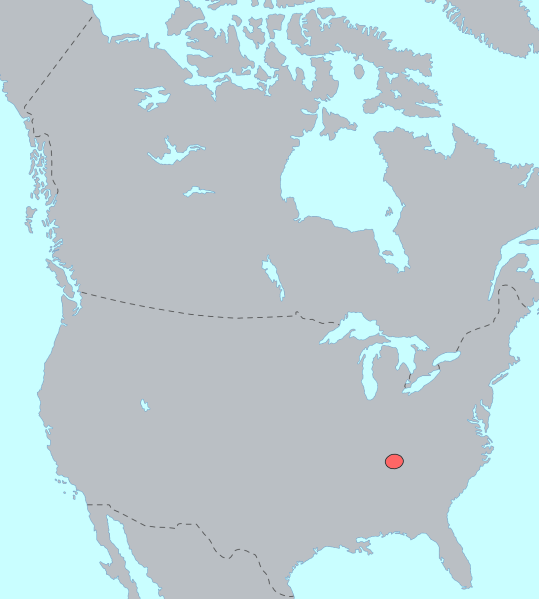
Localização da Língua Yuchi

## Escrita
Não há para a língua Yuchi uma forma desenvolvida do alfabeto latino. Em publicações se veem somente símbolos IPA sendo 20 para sons vogais e 31 para sons consoantes, conforme pode ser visto no item Fonologia.
Para a língua Yuchi foi desenvolvida uma forma própria do alfabeto latino com 20 símbolos para sons vogais e 31 para sons consoantes, conforme pode ser visto no item Fonologia.

## Fonologia
A língua tem 49 sons, 38 dos quais são consoantes, sendo os restantes 11 vogais. Esse número é mais que o dobro do número de maioria  dos idiomas nativos norte-americanos do sudeste.

### Consoante
|             |             | Labial    | Alveolar  | Alveolar    | Palatal     | Velar     | Glttal |
| Plana       | Sibilante   | Labial    |           |             | Palatal     | Velar     | Glttal |
| ----------- | ----------- | --------- | --------- | ----------- | ----------- | --------- | ------ |
| Oclusiva    | Tênue       | p [p]     | t [t]     | ts [ts]     | ch [tʃ]     | k [k]     | ' [ʔ]  |
| Oclusiva    | Aspirada    | pʰ [pʰ]   | tʰ [tʰ]   | tsʰ [tsʰ]   | chʰ [tʃʰ]   | kʰ [kʰ]   |        |
| Oclusiva    | Sonora      | b [b]     | d [d]     | dz [dz]     | j [dʒ]      | g [ɡ]     |        |
| Oclusiva    | Ejetiva     | (p' [pʼ]) | (t' [tʼ]) | (ts' [tsʼ]) | (ch' [tʃʼ]) | (k' [kʼ]) |        |
| Fricativa   | Fricativa   | f [f]     | ł [ɬ]     | s [s]       | sh [ʃ]      |           | h [h]  |
| Aproximante | Aproximante | w [w]     | l [l]     |             | y [j]       |           |        |
| Nasal       | Nasal       | m [m]     | n [n]     |             |             |           |        |

### Vogais
Yuchi tem vogais orais e nasais. Vogais orais são definidos como sendo criadas pela elevação do palato mole junto à parede da nasofaringe, criando um espaço velo-faringeal na cavidade oral; vogais nasais, por outro lado, são normalmente definidos como sendo criadas pelo abaixamento do palato mole, permitindo que o ar passe através da cavidade nasal.
Duas tabelas de vogais são mostradas a seguir.  Notar que as vogais abaixo representam o 'inventário' fonético, o conjunto de todos (ou maioria) dos sons da língua; o  'inventário' fonêmico, dos sons que no contraste marcam diferenças de significado, estão em destaque na lista abaixo. (notar que a tabela Nasal
|        | Anterior | Central | Posterior | Arredondada |
| ------ | -------- | ------- | --------- | ----------- |
| Vogal  | i        |         |           | u, ʊ        |
| Média] | e, ɛ     | ə, ʌ    |           | o, ɔ        |
| Aberta | æ        |         | a         |             |

|         | Anterior | Central | Posterior | Arredondada |
| ------- | -------- | ------- | --------- | ----------- |
| Fechada | ĩ, ɪ̃     |         |           |             |
| Média   | ẽ, ɛ̃     | ə̃       |           | õ, ɔ̃        |
| Aberta  | æ̃        |         | ã         |             |

As vogais fonêmicas do Yuchi são /i, u, e, o, æ, a, ĩ, ẽ, õ, æ̃, ã/; alguns níveis de variação fonológica ou morfológica deve, portanto, ocorrer para que todos os sons acima sejam possíveis .

#### Variação fonológica
Variações fonológicas ocorrem frequentemente em diferentes tipos de ambientes morfológicas . Por exemplo, o fonema /ʊ/{ (embora se diga não ser um fonema) é muitas vezes na 1ª pessoa do singular e na 3ª impessoal em lugar de /o/ por alguns falantes. Do mesmo modo, os fonemas /a/ e /o/ podem ser [ə] para outros falantes.

#### Extensão
A extensão de uma vogal  função gramatical , como adjetivo superlativo ou comparativo ou ênfase. Pode também indicar morfemas em contração num processo que não é um processo fonológico, mas sim morfológico
.